# Heptophylla
Heptophylla  es un género de coleópteros escarabeidos. Es el único género de la subtribu Heptophyllina que contiene las siguientes especies.

## Especies
- Heptophylla calcarata	Zhang 1981
- Heptophylla formosana	Niijima & Kinoshita 1923
- Heptophylla laticollis	Zhang 1995
- Heptophylla longilamella	Zhang 1981
- Heptophylla picea
- Heptophylla tosana	Miyatake 1963